# Цирель-Спринцсон, Арон Яковлевич
Арон Яковлевич Цирель-Спринцсон (1 марта 1902, г. Середина-Буда, Харьковская губерния (ныне Сумская область, Украина) — январь 1985, Ленинград) — советский врач и ученый, полковник медицинской службы, кандидат медицинских наук, специалист по военной гигиене.

## Биография
Из старинного еврейского рода, связанного семейными узами с Раппопортами, Натансонами и Юдовиными. Сын фармацевта. С 1919 года служил в РККА, принимал участие в Гражданской войне. С 1921 — член ВКП(б). В 1925 году окончил Военно-медицинскую академию (ВМА) в Ленинграде. По окончании — на лечебной и преподавательской работе, в 1930-е годы — начальник санаториев Высшего военного командования в Сочи. В 1939 в звании комбрига принимал участие в войне с Финляндией. С июня по сентябрь 1941 года — начальник отделения Санитарного отдела 13-й Армии на Западном и Центральном фронтах, затем заместитель начальника Военно-санитарного управления Брянского фронта. Принимал участие в руководстве медицинской службой армии в Смоленском сражении, а фронта — в наступательных операциях на Болховском и Орловском направлениях. Весной 1942 года в связи с заболеванием легочным и кожным тубкркулезом отправлен в тыл. С апреля 1942 года и до конца войны — преподаватель кафедры военной гигиены ВМА в Самарканде. В 1945 вернулся в Ленинград. Служил на преподавательских должностях, был заведующим кафедрой гигиены ВМА, защитил кандидатскую диссертацию. Автор 26 научных трудов, а также ряда статей для «Энциклопедического словаря военной медицины» (1946—1950). В 1956 году был уволен в отставку.
Кавалер ордена Ленина, двух орденов Красного Знамени, ордена Красной Звезды и ряда медалей.
Был женат на Тамаре Ильиничне Каплуновой (Цирель-Каплуновой), из петербургских дворян. Сын, Цирель, Яков Аронович (1927—2006) — инженер-электротехник и ученый. Внук, Северюхин Дмитрий Яковлевич (род в 1954), — литератор и художник, доктор искусствоведения, петербургский краевед. 
Урна с прахом захоронена в колумбарии Санкт-Петербургского крематория.